# Periplomatidae
Famille
Les Periplomatidae sont une famille de mollusques bivalves appartenant à l'ordre des Pholadomyoida.

## Liste des genres
Selon Catalogue of Life (24 septembre 2013) :
- genre Albimanus
- genre Cochlodesma
- genre Halistrepta
- genre Offadesma
- genre Pendaloma
- genre Periploma

Selon ITIS (24 septembre 2013) :
- genre Halistrepta Dall, 1904
- genre Periploma Schumacher, 1817

Selon NCBI (24 septembre 2013) :
- genre Periploma

Selon Paleobiology Database (24 septembre 2013) :
- genre Cochlodesma
- genre Periploma

Selon World Register of Marine Species (24 septembre 2013) :
- genre Albimanus Pilsbry & Olsson, 1935
- genre Cochlodesma Couthouy, 1839
- genre Halistrepta Dall, 1904
- genre Offadesma Iredale, 1930
- genre Pendaloma Iredale, 1930
- genre Periploma Schumacher, 1817